# 郭维森
郭维森（1931年9月—2011年8月7日），中国作家，文史学家和学者。曾用笔名加林、嘉林、郭加林、郭嘉树等。

## 生平
1931年9月出生于江苏省镇江市，祖籍安徽省亳州。祖父郭礼征（1875年3月15日-1953年4月）于1904年在镇江创办“大照电气股份有限公司”，是江苏省华商第一家电力企业。
1953年毕业于南京大学中文系，留校担任辅导员，并任胡小石教授助研。1955年开始任南大中文系教师。1978年评为副教授。1983年任南京大学中文系系主任。1987年聘为南京大学中文系教授。
1990年当选为“中国屈原学会年会”副会长。

## 部分著作
- 《屈原和楚辞》（署名 郭加林） 中华书局 1959年2月 。（《屈原和楚辞》 台北 新文丰出版公司《楚辞彚编》收入  1986年）
- 《屈原》（署名 郭嘉林） 中华书局 1962年10月
- 《屈原》  上海古籍出版社  1979年2月。（《屈原》日译本 安藤信厷译 日中出版株式会社出版 1984年9月）。
- 《司马迁》   江苏人民出版社  1982年4月。
- 《古代文化知识要览》 郭维森 柳士镇 钱南秀 主编   湖南人民出版社 1986年12月。
- 《中国文学史话》郭维森 吴枝培 主编   南京大学出版社 1990年6月。
- 《陶渊明集全译》 郭维森 包景诚   贵州人民出版社 1992年9月。（《陶渊明集全译》繁体字本 台湾 地球出版社 1994年8月)。
- 《风韵高标的楚辞》 郭维森 包景诚   辽宁古籍出版社  1995年5月。
- 《古代文化基础》 郭维森 柳士镇 主编   岳麓书社 1995年8月。
- 《中国辞赋发展史》 郭维森 许结 著（国家教委社科基金资助项目之一 郭维森主持）   江苏教育出版社 1996年8月。
- 《屈原评传》 （中国思想家评传丛书）  南京大学出版社 1998年12月。
- 《古文类选读本》 郭维森 （审定）   南京大学出版社 1999年9月。
- 《学苑奇峰——文史学家胡小石》 郭维森 编 （江苏省哲学社会科学界联合会 主编） 南京大学出版社 2000年4月。
- 《诗思与哲思》   贵州人民出版社 2006年12月。
- 《图说中国文化基础》 郭维森 柳士镇 主编  新世界出版社 2007年11月。
- 《司马迁》  南京大学出版社 2008年10月。（《司马迁》日译本 横田隆志 译  北陆大学出版会  南京大学出版社 2010年6月）。
- 《古代文学的现代意义》（论文自选集） 2010年10月。
- 《逝水涛涛  心路遥遥》（ 署名 嘉林 ）中国国际文化出版社  2010年10月。
- 《零敲碎打集》  2010年10月。